# Như Hiển Chí Thiền

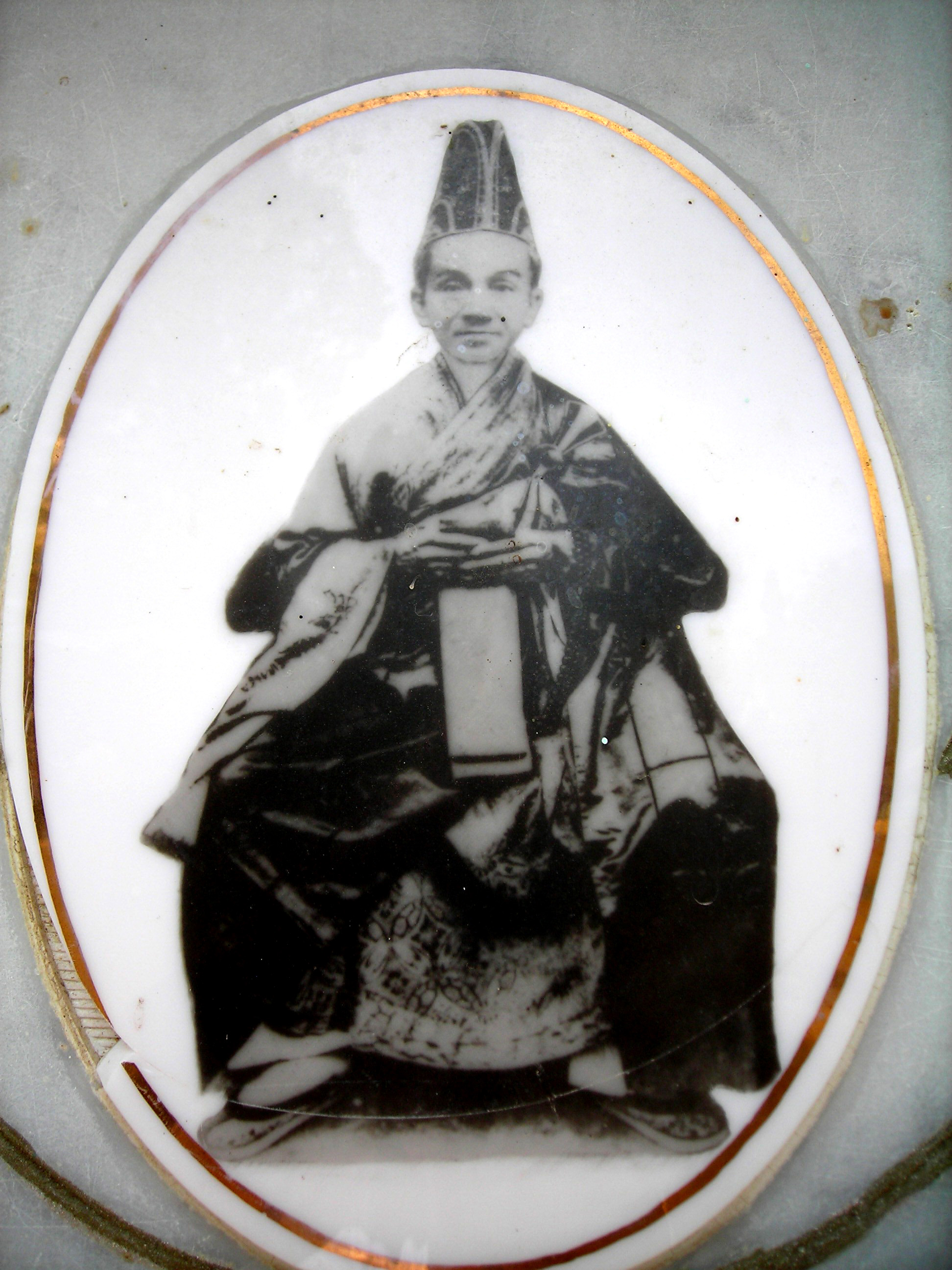
Hình Hòa Thượng Nguyễn Văn Hiển trên Bảo Tháp chùa Phi Lai - Châu Đốc

Hòa thượng Thích Chí Thiền (1861-1933), còn được giới tăng sĩ tôn xưng là Tổ Phi Lai, là một nhân vật tiêu biểu cho thế hệ danh Tăng ở miền Tây Nam bộ nửa đầu thập kỉ hai mươi. Có thể nói rằng Sư đã có những đóng góp công sức to lớn trong phong trào chấn hưng (1931-1950), góp phần không nhỏ cho sự nghiệp phát triển Phật giáo Việt Nam.

## Thân thế
Sư thế danh Nguyễn Văn Hiển, sinh tháng 2 năm Tân Dậu 1861 tại thôn Chiêm Sơn (trước đây là xã) sau dời nhà qua thôn Phú Bông, xã Duy Trinh huyện Duy Xuyên, tỉnh Quảng Nam.
Theo tài liệu Tiểu sử danh Tăng Việt Nam thế kỉ 20, thì Sư xuất thân trong gia đình gia thế, nhiều đời làm quan. Ông nội là Hộ Quốc công Nguyễn Công Thành, dưới triều Tự Đức, thân phụ là quan Tổng trấn Quảng Nam, rất được lòng dân. Thân phụ mất sớm, Sư nhờ mẹ mà tiếp tục phấn đấu học hành tiến thủ.
Năm Mậu Dần 1878, Sư được triều đình bổ dụng quan hậu bổ tại tỉnh Khánh Hòa. Tại đây, Sư bí mật cùng anh mình tham gia phong trào khởi nghĩa Văn Thân chống thực dân Pháp. Phong trào thất bại, Sư lánh nạn vào miền Nam, ở đất Gia Định để tránh sự theo đuổi của quan quân triều đình và mật thám Pháp.

## Đạo nghiệp
Năm Tân Tỵ 1881, để ẩn mình, Sư vào tu chùa Giác Viên Chợ Lớn (nay thuộc Thành phố Hồ Chí Minh), được sư Phương Minh, húy Minh Mai (sư Minh Khiêm là sư y chỉ) thu nhận làm đệ tử đời thứ 39 của dòng thiền Lâm Tế với pháp húy Như Hiển, hiệu Chí Thành. Về sau, do kiêng húy tên ông nội nên sau này đổi hiệu thành Chí Thiền. Trong thời gian theo học đạo, Sư sống rất kham khổ và phát nguyện sửa cầu, bồi lộ, bửa củi, gánh nước, giã gạo... suốt ba năm. Sau đó phát nguyện đóng chuông ngày sáu thời ròng rã suốt ba tháng, tiếp theo đắp đất xây nền chùa Giác Viên ngày trăm xe cho đến khi hoàn tất, lại nguyện nhập thất tịnh khẩu thêm ba năm nữa, được thầy ban pháp ấn. Sư cùng thầy của mình lo xây dựng chùa Giác Sơn, khi chùa được khánh thành Sư được cử làm thủ tọa coi sóc trong ngoài chùa Giác Sơn. Chẳng bao lâu sau hòa thượng Giác Sơn viên tịch vào năm Kỷ Hợi (1899), Sư lại kiêm nhiệm trụ trì chùa Giác Sơn.
Khoảng năm Nhâm Ngọ (1900), sau khi sắp đặt mọi chuyện trong chùa xong, Sư cùng một đệ tử từ giã hết tất cả huynh đệ đi thẳng vào vùng núi Thất Sơn (thuộc tỉnh An Giang ngày nay) một mặt là để ẩn dật tu hành, mặt khác là để quyết chí làm việc lớn. Ban đầu Sư ở tại núi Cấm (ở vị trí đặt Phật Di Lặc hiện nay), một thời gian sau Sư được thỉnh về trụ trì tại chùa Phi Lai (hay còn gọi là Phi Lai cổ tự) tại Châu Đốc. Nguyên chùa Phi Lai là một ngôi chùa vách đất, vắng vẻ hoang vu; Sư đã mộ dân phu, Phật tử, cùng hương chức địa phương khẩn hoang thành lập các nông trại làm ruộng. Ngoài ra Sư còn tổ chức mua bán khoai, muối... để có kinh phí xây dựng chùa, giúp đỡ mọi người ở vùng vùng biên giới trong cơn khốn khó.
Trong trận bão lụt lớn năm Giáp Thìn 1904, Sư đích thân quy nạp ghe thuyền và cùng với sự trợ giúp đắc lực nhân dân địa phương và các Tăng ni tín đồ thị xã Gò Công, trực tiếp cứu sống được rất nhiều người đang bị nước cuốn trôi. Suốt một tháng sau đó có khoảng gần năm mươi xác người chết trôi được đem về mai táng và được Sư làm lễ cầu siêu trong vòng 49 ngày liền.
Do uy tín và danh tiếng của Sư, chùa Phi Lai thường xuyên trở thành nơi gặp gỡ bí mật của các nhà cách mạng yêu nước thời bấy giờ. Trong cuộc hội ngộ với Phan Bội Châu vào năm Quý Mão 1903, Sư từng căn dặn: ...Phàm muốn làm việc gì bí mật, có bàn bạc với nhau, chỉ nên ở giữa trời xanh, ngày trắng, hoặc ở đồng trống đường to, không nên ở chỗ đêm khuya, nhà kín, tai mắt mình không thể phòng được xa, chỉ làm thêm cơ hội những ai muốn rình xét...
Vào tháng 2 năm 1904, Sư có cuộc gặp gỡ với hoàng thân Cường Để tại Quảng Nam. Trong lần gặp gỡ này, Sư nhận nhiệm vụ về Nam hoạt động hỗ trợ cho phong trào yêu nước chống thực dân Pháp.
Cuối năm 1904, Sư trở về Quảng Nam thăm thân mẫu đang hấp hối và ở lại cho đến khi hoàn thành tang sự rồi trở lại chùa Phi Lai.
Trận thiên tai lũ lụt tại vùng đồng bằng sông Cửu long vào mùa mưa năm 1907, trong đó có tỉnh Châu Đốc đã làm tổn thất thiệt hại mùa màng nặng nề, nạn đói kém lan tràn khắp nơi. Sư đã đứng ra hô hào kêu gọi sự giúp đỡ khắp nơi và đem cả lương thực của chùa ra phân phát cho các người gặp nạn. Bên cạnh đó, Sư còn đốc thúc ghe xuồng cứu vớt và nuôi dưỡng khoảng 500 nhân mạng của làng Tú Tề tị nạn lên núi và ở ngay trong chùa, chờ cho đến khi nạn lụt lội qua khỏi. Sư còn lập đàn Dược Sư 49 ngày cầu cho mưa thuận gió hòa, phát nguyện tịch cốc, chỉ ăn rau trái, suốt 12 năm liền để chịu khổ thay cho dân. Sau sự kiện này, tên tuổi và đức độ của Sư càng được nhiều người biết đến.
Năm Đinh Tỵ 1917, sau vụ ông Bảy Do - chưởng giáo Nam Cực Đường bị bắt, vì ở gần núi Cấm nên chính quyền Pháp nghi ngờ Sư có liên lạc với Bảy Do cùng với việc Sư ngày càng được lòng tin của quần chúng, nên bị mật thám Pháp theo dõi và vu cho là làm quốc sự. Sư bị bắt và đưa đi giam giữ tại Khám Lớn Sài Gòn hơn 10 tháng trời, nhưng sau do không đủ chứng cớ nên đành phải thả.
Do đức độ của mình, Sư được người dân vùng biên giới, cả người Việt lẫn Khmer kính nể, kể cả các tăng sĩ Nam tông người Khmer. Khi Phong trào chấn hưng Phật giáo hình thành, Sư hoạt động rất tích cực trong giai đoạn đầu. Vào năm Đinh Mão 1927, Sư tham dự buổi lễ khai giảng lớp học cho các Ni tại chùa Giác Hoa ở tỉnh Sóc Trăng - đây là trường Ni đầu tiên ở miền Tây Nam Bộ. Năm Kỷ Tỵ 1929, Sư tham gia lễ Đại giới đàn chùa Trùng Khánh tại Phan Rang.
Năm Nhâm Thân (1932), sư Khánh Hòa cổ xúy phong trào chấn hưng Phật giáo thành lập hội Nam Kỳ Nghiên cứu Phật học, Sư tham gia ủng hộ 300 đồng bạc và vận động khuyến khích Phật tử khắp nơi tích cực ủng hộ hội.
Sư đột ngột lâm bệnh và viên tịch vào ngày Rằm tháng 2 năm Quý Dậu 1933, hưởng thọ 73 tuổi.

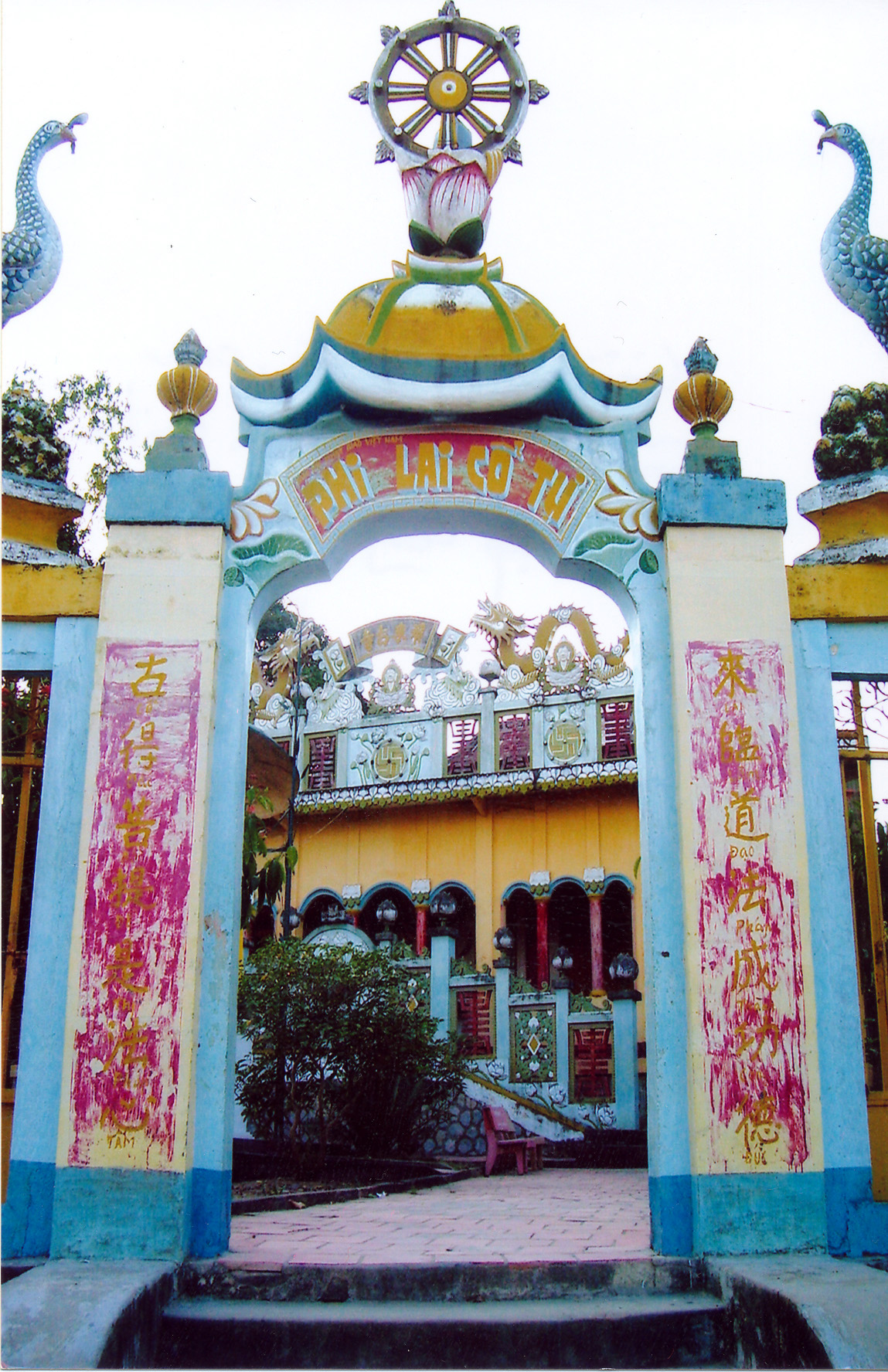
Chùa Phi Lai - Châu Đốc
Bảo tháp chùa Phi Lai
Bia đá có khắc tên và trạm hình Hòa thượng Nguyễn Văn Hiển trên Bảo tháp chùa Phi Lai, tỉnh Châu Đốc
Chánh điện